# Lijst van interlands Belgisch voetbalelftal 2010-2019
Deze pagina toont een chronologisch en gedetailleerd overzicht van de interlands die het Belgisch voetbalelftal speelde in de periode 2010 – 2019.

## Interlands

### 2010
|                                                                                    |        |       |              | |
| 3 maart 2010                                                                       | België | 0 – 1 | Kroatië      | Opstelling België: |
| Vriendschappelijk Koning Boudewijnstadion, Brussel Scheidsrechter: Gianluca Rocchi |        |       | 63' Kranjčar | Bailly; Colpaert, Kompany (70' Lombaerts), Vermaelen (84' Alderweireld), Van Damme; Martens (46' Sonck), Vertonghen, Witsel, Dembélé (70' Carcela), E. Hazard (77' Blondel); R. Lukaku (77' Buffel) Bondscoach: Dick Advocaat Debuut: Steve Colpaert (Zulte Waregem), Romelu Lukaku (Anderlecht) |

|                                                                                   |                           |       |           | |
| 19 mei 2010                                                                       | België                    | 2 – 1 | Bulgarije | Opstelling België: |
| Vriendschappelijk Koning Boudewijnstadion, Brussel Scheidsrechter: Michael Weiner | Lepoint 89' Kompany 90+1' |       | 31' Popov | J.-F. Gillet; Alderweireld (64' Ciman), Kompany , Lombaerts, Van Damme (64' Deschacht); Buffel, Defour (83' Mirallas), Vertonghen (46' Thijs), Dembélé (46' Lepoint), E. Hazard; R. Lukaku (64' Benteke) Bondscoach: Georges Leekens Debuut: Christian Benteke (KV Kortrijk), Laurent Ciman (KV Kortrijk), Christophe Lepoint (AA Gent) |

|                                                                      |                    |       |        | |
| 11 augustus 2010                                                     | Finland            | 1 – 0 | België | Opstelling België: |
| Vriendschappelijk Veritas Stadion, Turku Scheidsrechter: Alain Hamer | Kompany 13' (e.d.) |       |        | Bailly; G. Gillet, Kompany, Vermaelen , Lombaerts (46' Pocognoli); Witsel (73' Vleminckx), Vertonghen, Van Damme (46' Defour), E. Hazard, De Bruyne (46' Lepoint) (61' Thijs); Benteke (67' R. Lukaku) Bondscoach: Georges Leekens Debuut: Kevin De Bruyne (Racing Genk), Björn Vleminckx (N.E.C.) |

|                                                                              |        |       |           | |
| 3 september 2010                                                             | België | 0 – 1 | Duitsland | Opstelling België: |
| EK-kwalificatie Koning Boudewijnstadion, Brussel Scheidsrechter: Terje Hauge |        |       | 51' Klose | Bailly; Alderweireld, Van Buyten, Kompany, Vermaelen ; Dembélé, Simons (83' Vossen), Vertonghen, Fellaini, E. Hazard (73' Defour); R. Lukaku (73' Benteke) Bondscoach: Georges Leekens |

|                                                                                 |                                    |       |                     | |
| 7 september 2010                                                                | Turkije                            | 3 – 2 | België              | Opstelling België: |
| EK-kwalificatie Şükrü Saracoğlustadion, Istanboel Scheidsrechter: Damir Skomina | Altıntop 48' Şentürk 66' Turan 78' |       | 28', 69' Van Buyten | Bailly; Alderweireld, Van Buyten, Kompany 64', Vermaelen ; G. Gillet (82' E. Hazard), Simons, Vertonghen, Fellaini, Dembélé (64' Mirallas); R. Lukaku (76' Witsel) Bondscoach: Georges Leekens |

|                                                                    |            |       |                   | |
| 8 oktober 2010                                                     | Kazachstan | 0 – 2 | België            | Opstelling België: |
| EK-kwalificatie Astana Arena, Astana Scheidsrechter: Marcin Borski |            |       | 52', 70' Ogunjimi | Bailly; Alderweireld, Van Buyten , Lombaerts, Deschacht; Witsel, Simons, Fellaini, Van Damme (79' Legear); Vossen, R. Lukaku (46' Ogunjimi) Bondscoach: Georges Leekens Debuut: Jonathan Legear (Anderlecht), Marvin Ogunjimi (Racing Genk) |

|                                                                            |                                                    |       |                                               | |
| 12 oktober 2010                                                            | België                                             | 4 – 4 | Oostenrijk                                    | Opstelling België: |
| EK-kwalificatie Koning Boudewijnstadion, Brussel Scheidsrechter: Mike Dean | Vossen 11' Fellaini 47' Ogunjimi 87' Lombaerts 90' |       | 14', 62' Schiemer 29' Arnautović 90+3' Harnik | Bailly; Alderweireld (46' Boyata), Kompany , Lombaerts, Vertonghen; Legear, Simons (73' R. Lukaku), Fellaini (81' E. Hazard), Witsel; Vossen, Ogunjimi Bondscoach: Georges Leekens Debuut: Dedryck Boyata (Manchester City) |

|                                                                                        |         |       |                   | |
| 17 november 2010                                                                       | Rusland | 0 – 2 | België            | Opstelling België: |
| Vriendschappelijk Tsentralnyi Profsoyuzstadion, Voronezj Scheidsrechter: Hannes Kaasik |         |       | 2', 72' R. Lukaku | J.-F. Gillet; Ciman, Van Buyten , Kompany, Vertonghen; Dembélé (89' Odjidja), Simons, Defour, Fellaini, E. Hazard (90+1' Pocognoli); R. Lukaku (74' Vossen) Bondscoach: Georges Leekens Debuut: Vadis Odjidja (Club Brugge) |

### 2011
|                                                                             |            |       |                | |
| 9 februari 2011                                                             | België     | 1 – 1 | Finland        | Opstelling België: |
| Vriendschappelijk Jules Ottenstadion, Gent Scheidsrechter: Cyril Zimmermann | Witsel 61' |       | 90+2' Porokara | Proto; Ciman, Van Buyten , Kompany, Vertonghen; G. Gillet (59' Van Damme), Simons, Witsel, Chadli (59' Mertens), E. Hazard (82' El Ghanassy); R. Lukaku (82' Vleminckx) Bondscoach: Georges Leekens Debuut: Nacer Chadli (Twente), Dries Mertens (Utrecht), Yassine El Ghanassy (AA Gent) |

|                                                                                 |            |       |                | |
| 25 maart 2011                                                                   | Oostenrijk | 0 – 2 | België         | Opstelling België: |
| EK-kwalificatie Ernst Happelstadion, Wenen Scheidsrechter: Vladislav Bezborodov |            |       | 6', 50' Witsel | Mignolet; Ciman, Van Buyten , Kompany, Vertonghen; Dembélé, Simons, Defour, Witsel, Chadli; Ogunjimi (80' Mirallas) Bondscoach: Georges Leekens Debuut: Simon Mignolet (Sunderland) |

|                                                                                    |                                                          |       |              | |
| 29 maart 2011                                                                      | België                                                   | 4 – 1 | Azerbeidzjan | Opstelling België: |
| EK-kwalificatie Koning Boudewijnstadion, Brussel Scheidsrechter: Daniel Stålhammar | Vertonghen 12' Simons 32' (pen.) Chadli 45+1' Vossen 74' |       | 16' Abishov  | Mignolet; Ciman, Van Buyten (80' Van Damme), Lombaerts, Vertonghen; Dembélé (64' E. Hazard), Simons, Defour (90' Odjidja), Witsel, Chadli; Vossen Bondscoach: Georges Leekens |

|                                                                                 |             |       |            | |
| 3 juni 2011                                                                     | België      | 1 – 1 | Turkije    | Opstelling België: |
| EK-kwalificatie Koning Boudewijnstadion, Brussel Scheidsrechter: Nicola Rizzoli | Ogunjimi 4' |       | 22' Yılmaz | Mignolet; Alderweireld, Kompany , Lombaerts, Vertonghen (46' Vermaelen); E. Hazard (60' Mertens), Simons, Defour (88' Vossen), Witsel, Chadli; Ogunjimi Bondscoach: Georges Leekens |

|                                                                        |          |       |        | |
| 10 augustus 2011                                                       | Slovenië | 0 – 0 | België | Opstelling België: |
| Vriendschappelijk Arena Petrol, Celje Scheidsrechter: Marijo Strahonja |          |       |        | Mignolet; Alderweireld, Van Buyten, Kompany , Lombaerts (76' Pocognoli); Mertens, Simons, Fellaini (46' De Camargo), Witsel (59' Hubert), El Ghanassy (86' Tshimanga); R. Lukaku (58' Vleminckx) Bondscoach: Georges Leekens Debuut: David Hubert (Racing Genk), Katuku Tshimanga (Lokeren) |

|                                                                            |              |       |                   | |
| 2 september 2011                                                           | Azerbeidzjan | 1 – 1 | België            | Opstelling België: |
| EK-kwalificatie Tofikh Bakhramovstadion, Bakoe Scheidsrechter: Lee Probert | Aliyev 86'   |       | 55' (pen.) Simons | Mignolet; Alderweireld, Kompany , Lombaerts, Vertonghen; Mertens, Simons, Fellaini, Witsel, E. Hazard; R. Lukaku (61' De Camargo) Bondscoach: Georges Leekens |

|                                                                                   |               |       |                  | |
| 6 september 2011                                                                  | België        | 1 – 0 | Verenigde Staten | Opstelling België: |
| Vriendschappelijk Koning Boudewijnstadion, Brussel Scheidsrechter: William Collum | Lombaerts 55' |       |                  | Mignolet; Ciman, Kompany , Alderweireld, Lombaerts; Mertens, Simons, Fellaini (62' Hubert), Witsel, E. Hazard (62' Ogunjimi); De Camargo (62' R. Lukaku) Bondscoach: Georges Leekens |

|                                                                                |                                                          |       |                        | |
| 7 oktober 2011                                                                 | België                                                   | 4 – 1 | Kazachstan             | Opstelling België: |
| EK-kwalificatie Koning Boudewijnstadion, Brussel Scheidsrechter: Milorad Mažić | Simons 40' (pen.) E. Hazard 43' Kompany 49' Ogunjimi 84' |       | 86' (pen.) Nurdauletov | Mignolet; Ciman, Van Buyten, Kompany , Vertonghen; Mertens, Simons (75' Defour), Witsel, Dembélé, E. Hazard (63' Odjidja); De Camargo (73' Ogunjimi) Bondscoach: Georges Leekens |

|                                                                            |                                 |       |              | |
| 11 oktober 2011                                                            | Duitsland                       | 3 – 1 | België       | Opstelling België: |
| EK-kwalificatie ESPRIT arena, Düsseldorf Scheidsrechter: Svein Oddvar Moen | Özil 30' Schürrle 33' Gómez 48' |       | 86' Fellaini | Mignolet; Ciman, Kompany , Lombaerts, Vertonghen; Dembélé (65' Mertens), Simons, Fellaini, Witsel, E. Hazard; Ogunjimi (46' R. Lukaku) Bondscoach: Georges Leekens |

|                                                                             |                                 |       |             | |
| 11 november 2011                                                            | België                          | 2 – 1 | Roemenië    | Opstelling België: |
| Vriendschappelijk Stade Maurice Dufrasne, Luik Scheidsrechter: Saïd Ennjimi | Van Buyten 11' Cociş 43' (e.d.) |       | 67' Niculae | J.-F. Gillet; Vanden Borre, Van Buyten, Kompany , Vertonghen; Mertens (79' De Bruyne), Defour (79' Nainggolan), Fellaini, Witsel, Chadli (66' Vossen); Mirallas (66' Dembélé) Bondscoach: Georges Leekens |

|                                                                                      |           |       |        | |
| 15 november 2011                                                                     | Frankrijk | 0 – 0 | België | Opstelling België: |
| Vriendschappelijk Stade de France, Saint-Denis Scheidsrechter: César Muñiz Fernández |           |       |        | Courtois; Alderweireld, Van Buyten, Kompany , Vermaelen; Dembélé (62' Chadli), Simons, Fellaini, Witsel, E. Hazard; Vossen (70' Mirallas) Bondscoach: Georges Leekens Debuut: Thibaut Courtois (Atlético Madrid) |

### 2012
|                                                                                 |               |       |            | |
| 29 februari 2012                                                                | Griekenland   | 1 – 1 | België     | Opstelling België: |
| Vriendschappelijk Pankritio Stadion, Iraklion Scheidsrechter: Daniel Stålhammar | Salpigidis 8' |       | 31' Chadli | Mignolet; Alderweireld, Kompany , Vermaelen, Lombaerts 61'; Defour (81' Nainggolan), Fellaini, Witsel (57' Dembélé); E. Hazard (46' R. Lukaku), Mirallas (64' Vertonghen), Chadli Bondscoach: Georges Leekens |

|                                                                                   |                                   |       |                        | |
| 25 mei 2012                                                                       | België                            | 2 – 2 | Montenegro             | Opstelling België: |
| Vriendschappelijk Koning Boudewijnstadion, Brussel Scheidsrechter: Clément Turpin | Mirallas 25' E. Hazard 34' (pen.) |       | 5' Vučinić 76' Drinčić | Courtois (51' J.-F. Gillet); Odoi, Alderweireld, Vertonghen , Lombaerts (46' Simons); Fellaini, Witsel, E. Hazard; Mirallas (87' Defour), De Camargo (66' Benteke), Mertens Bondscoach: Marc Wilmots Debuut: Denis Odoi (Anderlecht) |

|                                                                           |             |       |        | |
| 2 juni 2012                                                               | Engeland    | 1 – 0 | België | Opstelling België: |
| Vriendschappelijk Wembley Stadium, Londen Scheidsrechter: Peter Rasmussen | Welbeck 36' |       |        | Mignolet; G. Gillet, Simons, Vermaelen , Vertonghen; Fellaini, Witsel, E. Hazard; Dembélé, Mirallas (59' Chadli), Mertens (72' R. Lukaku) Bondscoach: Marc Wilmots |

|                                                                                    |                                                      |       |                            | |
| 15 augustus 2012                                                                   | België                                               | 4 – 2 | Nederland                  | Opstelling België: |
| Vriendschappelijk Koning Boudewijnstadion, Brussel Scheidsrechter: Martin Atkinson | Benteke 20' Mertens 75' R. Lukaku 77' Vertonghen 80' |       | 54' Narsingh 55' Huntelaar | Courtois; G. Gillet, Van Buyten (46' Alderweireld), Vermaelen , Vertonghen; Defour, Witsel, E. Hazard (58' Dembélé); Chadli (67' Mertens), Benteke (63' R. Lukaku), Mirallas (56' De Bruyne) Bondscoach: Marc Wilmots |

|                                                                                  |             |       |                            | |
| 7 september 2012                                                                 | Wales       | 0 – 2 | België                     | Opstelling België: |
| WK-kwalificatie Cardiff City Stadium, Cardiff Scheidsrechter: Stefan Johannesson | Collins 26' |       | 42' Kompany 83' Vertonghen | Courtois; G. Gillet, Kompany , Vermaelen, Vertonghen; Witsel, Dembélé (65' De Bruyne), Fellaini; E. Hazard, Mirallas (46' R. Lukaku), Mertens Bondscoach: Marc Wilmots |

|                                                                                           |                 |       |            | |
| 11 september 2012                                                                         | België          | 1 – 1 | Kroatië    | Opstelling België: |
| WK-kwalificatie Koning Boudewijnstadion, Brussel Scheidsrechter: Alberto Undiano Mallenco | G. Gillet 45+1' |       | 6' Perišić | Courtois; G. Gillet, Kompany , Vermaelen, Vertonghen; Witsel, Defour (68' Fellaini), Dembélé (73' De Bruyne); E. Hazard, Benteke, Mertens (82' Mirallas) Bondscoach: Marc Wilmots |

|                                                                           |        |       |                                          | |
| 12 oktober 2012                                                           | Servië | 0 – 3 | België                                   | Opstelling België: |
| WK-kwalificatie Rode Sterstadion, Belgrado Scheidsrechter: Pavel Královec |        |       | 35' Benteke 69' De Bruyne 90+2' Mirallas | Courtois; Alderweireld, Kompany , Vermaelen, Vertonghen; Witsel, Dembélé, E. Hazard (57' Mertens); De Bruyne (89' Mirallas), Benteke, Chadli Bondscoach: Marc Wilmots |

|                                                                                   |                         |       |           | |
| 16 oktober 2012                                                                   | België                  | 2 – 0 | Schotland | Opstelling België: |
| WK-kwalificatie Koning Boudewijnstadion, Brussel Scheidsrechter: Tom Harald Hagen | Benteke 70' Kompany 72' |       |           | Courtois; Alderweireld, Kompany , Vermaelen, Vertonghen; Witsel, Dembélé (46' E. Hazard), Chadli; De Bruyne, Benteke (88' Mboyo), Mertens (57' Mirallas) Bondscoach: Marc Wilmots Debuut: Ilombe Mboyo (AA Gent) |

|                                                                             |                            |       |             | |
| 14 november 2012                                                            | Roemenië                   | 2 – 1 | België      | Opstelling België: |
| Vriendschappelijk Arena Națională, Boekarest Scheidsrechter: Mauro Bergonzi | Maxim 32' Torje 66' (pen.) |       | 23' Benteke | Mignolet; G. Gillet, Van Buyten, Kompany , Vertonghen; Witsel, Defour (57' Vossen), Fellaini; De Bruyne, Benteke (57' R. Lukaku), Mertens (60' Mboyo) Bondscoach: Marc Wilmots |

### 2013
|                                                                         |                                  |       |           | |
| 6 februari 2013                                                         | België                           | 2 – 1 | Slowakije | Opstelling België: |
| Vriendschappelijk Jan Breydelstadion, Brugge Scheidsrechter: Alon Yefet | E. Hazard 10' (pen.) Mertens 90' |       | 87' Lásik | J.-F. Gillet; Alderweireld, Van Buyten, Lombaerts (62' Van Damme), Vertonghen ; Witsel, De Bruyne (62' Mertens), Dembélé; Mirallas (46' Nainggolan)(78' Buffel), Benteke (46' R. Lukaku), E. Hazard Bondscoach: Marc Wilmots |

|                                                                       |           |       |                                    | |
| 22 maart 2013                                                         | Macedonië | 0 – 2 | België                             | Opstelling België: |
| WK-kwalificatie Philip II Arena, Skopje Scheidsrechter: Deniz Aytekin |           |       | 26' De Bruyne 63' (pen.) E. Hazard | Courtois; Alderweireld, Van Buyten, Vermaelen , Vertonghen; Witsel, Dembélé, Fellaini; De Bruyne, Benteke (86' Chadli), E. Hazard Bondscoach: Marc Wilmots |

|                                                                                       |               |       |           | |
| 26 maart 2013                                                                         | België        | 1 – 0 | Macedonië | Opstelling België: |
| WK-kwalificatie Koning Boudewijnstadion, Brussel Scheidsrechter: Olegário Benquerença | E. Hazard 63' |       |           | Courtois; Alderweireld, Kompany , Vermaelen, Vertonghen; Witsel, Dembélé (56' Chadli), De Bruyne; E. Hazard (90+2' Fellaini), Benteke, Mertens (46' Mirallas) Bondscoach: Marc Wilmots |

|                                                                                |                                |       |                                           | |
| 29 mei 2013                                                                    | Verenigde Staten               | 2 – 4 | België                                    | Opstelling België: |
| Vriendschappelijk FirstEnergy Stadium, Cleveland Scheidsrechter: Jeffrey Solís | Cameron 22' Dempsey 80' (pen.) |       | 6' Mirallas 56', 71' Benteke 65' Fellaini | Mignolet; Alderweireld, Kompany (72' G. Gillet), Vermaelen (36' Pocognoli), Vertonghen; Fellaini, Dembélé (40' Benteke), Defour (76' Simons); De Bruyne (66' Mertens), R. Lukaku (83' T. Hazard), Mirallas Bondscoach: Marc Wilmots Debuut: Thorgan Hazard (Zulte Waregem) |

|                                                                                  |                            |       |             | |
| 7 juni 2013                                                                      | België                     | 2 – 1 | Servië      | Opstelling België: |
| WK-kwalificatie Koning Boudewijnstadion, Brussel Scheidsrechter: Stéphane Lannoy | De Bruyne 13' Fellaini 61' |       | 87' Kolarov | Courtois; Alderweireld, Van Buyten, Kompany , Vertonghen; Witsel, Fellaini (72' Dembélé), Chadli; De Bruyne (82' R. Lukaku), Benteke, Mirallas (65' E. Hazard) Bondscoach: Marc Wilmots |

|                                                                                  |        |       |           | |
| 14 augustus 2013                                                                 | België | 0 – 0 | Frankrijk | Opstelling België: |
| Vriendschappelijk Koning Boudewijnstadion, Brussel Scheidsrechter: Craig Thomson |        |       |           | Courtois; Alderweireld, Van Buyten (77' Lombaerts), Kompany , Pocognoli (80' Van Damme); Witsel, Fellaini, Chadli (71' Mirallas); De Bruyne (85' Dembélé), R. Lukaku (60' Benteke), E. Hazard (74' Mertens) Bondscoach: Marc Wilmots |

|                                                                         |           |       |                         | |
| 6 september 2013                                                        | Schotland | 0 – 2 | België                  | Opstelling België: |
| WK-kwalificatie Hampden Park, Glasgow Scheidsrechter: Paolo Tagliavento |           |       | 39' Defour 88' Mirallas | Courtois; Alderweireld, Van Buyten, Lombaerts (78' Pocognoli), Vertonghen ; Witsel, Fellaini (69' Mirallas), Defour (87' Dembélé); De Bruyne, Benteke, Chadli Bondscoach: Marc Wilmots |

|                                                                     |              |       |                    | |
| 11 oktober 2013                                                     | Kroatië      | 1 – 2 | België             | Opstelling België: |
| WK-kwalificatie Maksimirstadion, Zagreb Scheidsrechter: Howard Webb | Kranjčar 83' |       | 15', 38' R. Lukaku | Courtois; Alderweireld, Van Buyten, Lombaerts, Vertonghen ; Witsel, Defour (85' Dembélé), Fellaini; De Bruyne (65' Mirallas), R. Lukaku (68' Chadli), E. Hazard Bondscoach: Marc Wilmots |

|                                                                                  |               |       |            | |
| 15 oktober 2013                                                                  | België        | 1 – 1 | Wales      | Opstelling België: |
| WK-kwalificatie Koning Boudewijnstadion, Brussel Scheidsrechter: Sergej Karasjov | De Bruyne 65' |       | 88' Ramsey | Courtois; Alderweireld, Van Buyten (71' Vertonghen), Vermaelen , Pocognoli; Witsel, Dembélé, De Bruyne; Mirallas (77' Bakkali), R. Lukaku, Chadli (59' E. Hazard) Bondscoach: Marc Wilmots Debuut: Zakaria Bakkali (PSV) |

|                                                                                     |        |       |                       | |
| 14 november 2013                                                                    | België | 0 – 2 | Colombia              | Opstelling België: |
| Vriendschappelijk Koning Boudewijnstadion, Brussel Scheidsrechter: Mark Clattenburg |        |       | 51' Falcao 66' Ibarbo | Mignolet; Meunier, Alderweireld, Vermaelen , Vertonghen; Witsel, Defour (58' Mirallas), Fellaini; De Bruyne (58' R. Lukaku), Benteke (75' Dembélé), E. Hazard (66' Mertens) Bondscoach: Marc Wilmots Debuut: Thomas Meunier (Club Brugge) |

|                                                                                  |                               |       |                                    | |
| 19 november 2013                                                                 | België                        | 2 – 3 | Japan                              | Opstelling België: |
| Vriendschappelijk Koning Boudewijnstadion, Brussel Scheidsrechter: Fırat Aydınus | Mirallas 15' Alderweireld 79' |       | 37' Kakitani 53' Honda 63' Okazaki | Mignolet; Alderweireld, Van Buyten (79' Meunier), Vermaelen , Vertonghen; Witsel, Dembélé (72' Defour), E. Hazard (46' Fellaini); Mirallas, R. Lukaku (75' Vossen), Mertens (62' De Bruyne) Bondscoach: Marc Wilmots |

### 2014
|                                                                                  |                             |       |                         | |
| 5 maart 2014                                                                     | België                      | 2 – 2 | Ivoorkust               | Opstelling België: |
| Vriendschappelijk Koning Boudewijnstadion, Brussel Scheidsrechter: Damir Skomina | Fellaini 17' Nainggolan 51' |       | 74' Drogba 90+2' Gradel | Courtois; Alderweireld (46' Vanden Borre), Van Buyten (46' Lombaerts), Kompany , Vertonghen (82' Pocognoli); Witsel, Fellaini (46' Nainggolan), De Bruyne; Mirallas (62' E. Hazard), Benteke (73' R. Lukaku), Mertens Bondscoach: Marc Wilmots |

|                                                                        |                                                          |       |             | |
| 26 mei 2014                                                            | België                                                   | 5 – 1 | Luxemburg   | Opstelling België: |
| Vriendschappelijk Cristal Arena, Genk Scheidsrechter: Tom Harald Hagen | R. Lukaku 3', 23', 54' Chadli 71' De Bruyne 90+1' (pen.) |       | 13' Joachim | Bossut; Alderweireld (46' Vanden Borre), Kompany (46' Van Buyten), Vermaelen, Vertonghen (77' Lombaerts); Witsel (46' Defour), Fellaini, De Bruyne; Mirallas (46' Chadli), R. Lukaku (61' Origi), E. Hazard (46' Januzaj) Bondscoach: Marc Wilmots |

|                                                                         |        |       |                             | |
| 1 juni 2014                                                             | Zweden | 0 – 2 | België                      | Opstelling België: |
| Vriendschappelijk Friends Arena, Solna Scheidsrechter: Mark Clattenburg |        |       | 34' R. Lukaku 78' E. Hazard | Courtois; Alderweireld, Van Buyten, Kompany , Vermaelen; Witsel, Dembélé, De Bruyne; Mertens (68' Chadli), R. Lukaku (74' Origi), E. Hazard (79' Fellaini) Bondscoach: Marc Wilmots Debuut: Divock Origi (Lille) |

|                                                                                  |             |       |                | |
| 7 juni 2014                                                                      | België      | 1 – 0 | Tunesië        | Opstelling België: |
| Vriendschappelijk Koning Boudewijnstadion, Brussel Scheidsrechter: Viktor Kassai | Mertens 89' |       | 45', 63' Jemâa | Courtois; Alderweireld (46' Vanden Borre), Van Buyten, Kompany , Vertonghen; Defour, Dembélé, Fellaini (46' Mertens); Mirallas (62' Chadli), Origi (62' R. Lukaku)(90+2' Witsel), E. Hazard (74' Januzaj) Bondscoach: Marc Wilmots Debuut: Adnan Januzaj (Manchester United) |

De wedstrijd tegen Tunesië lag meer dan 45 minuten stil door een hevige hagelbui.
|                                                                  |                          |       |                     | |
| 17 juni 2014                                                     | België                   | 2 – 1 | Algerije            | Opstelling België: |
| WK 2014 Mineirão, Belo Horizonte Scheidsrechter: Marco Rodríguez | Fellaini 70' Mertens 80' |       | 25' (pen.) Feghouli | Courtois; Alderweireld, Van Buyten, Kompany , Vertonghen; Dembélé (65' Fellaini), Witsel, Chadli (46' Mertens); De Bruyne, R. Lukaku (58' Origi), E. Hazard Bondscoach: Marc Wilmots |

|                                                              |           |       |         | |
| 22 juni 2014                                                 | België    | 1 – 0 | Rusland | Opstelling België: |
| WK 2014 Maracanã, Rio de Janeiro Scheidsrechter: Felix Brych | Origi 88' |       |         | Courtois; Alderweireld, Van Buyten, Kompany , Vermaelen (31' Vertonghen); De Bruyne, Witsel, Fellaini; Mertens (75' Mirallas), R. Lukaku (57' Origi), E. Hazard Bondscoach: Marc Wilmots |

|                                                                    |            |       |                | |
| 26 juni 2014                                                       | Zuid-Korea | 0 – 1 | België         | Opstelling België: |
| WK 2014 Arena de São Paulo, São Paulo Scheidsrechter: Ben Williams |            |       | 78' Vertonghen | Courtois; Vanden Borre, Van Buyten, Lombaerts, Vertonghen ; Defour 45', Dembélé, Fellaini; Januzaj (60' Chadli), Mirallas (88' E. Hazard), Mertens (60' Origi) Bondscoach: Marc Wilmots |

|                                                                    |                              |            |                  | |
| 1 juli 2014                                                        | België                       | 2 – 1 (nv) | Verenigde Staten | Opstelling België: |
| WK 2014 Arena Fonte Nova, Salvador Scheidsrechter: Djamel Haimoudi | De Bruyne 93' R. Lukaku 105' |            | 107' Green       | Courtois; Alderweireld, Van Buyten, Kompany , Vertonghen; Witsel, De Bruyne, Fellaini; Mertens (60' Mirallas), Origi (91' R. Lukaku), E. Hazard (111' Chadli) Bondscoach: Marc Wilmots |

|                                                                               |            |       |        | |
| 5 juli 2014                                                                   | Argentinië | 1 – 0 | België | Opstelling België: |
| WK 2014 Estádio Nacional de Brasília, Brasilia Scheidsrechter: Nicola Rizzoli | Higuaín 8' |       |        | Courtois; Alderweireld, Van Buyten, Kompany , Vertonghen; Witsel, De Bruyne, Fellaini; Mirallas (60' Mertens), Origi (59' R. Lukaku), E. Hazard (75' Chadli) Bondscoach: Marc Wilmots |

|                                                                                |                        |       |           | |
| 4 september 2014                                                               | België                 | 2 – 0 | Australië | Opstelling België: |
| Vriendschappelijk Maurice Dufrasnestadion, Luik Scheidsrechter: Michael Oliver | Mertens 18' Witsel 76' |       |           | Courtois; Alderweireld, Kompany , Lombaerts (79' Ciman), Vertonghen (89' G. Gillet); Witsel, Defour (64' Nainggolan), De Bruyne; Mertens (63' Chadli), Origi (82' Dembélé), Mirallas (63' Januzaj) Bondscoach: Marc Wilmots |

|                                                                                |                                                                 |       |         | |
| 10 oktober 2014                                                                | België                                                          | 6 – 0 | Andorra | Opstelling België: |
| EK-kwalificatie Koning Boudewijnstadion, Brussel Scheidsrechter: Sergiej Bojko | De Bruyne 31' (pen.), 34' Chadli 37' Origi 59' Mertens 65', 68' |       |         | Courtois; Alderweireld, Kompany (55' Pocognoli), Lombaerts, Vertonghen; De Bruyne, Defour, Nainggolan; Chadli (60' Fellaini), Origi (65' R. Lukaku), Mertens Bondscoach: Marc Wilmots |

|                                                                 |                       |       |                | |
| 13 oktober 2014                                                 | Bosnië en Herzegovina | 1 – 1 | België         | Opstelling België: |
| EK-kwalificatie Bilino Polje, Zenica Scheidsrechter: Luca Banti | Džeko 28'             |       | 51' Nainggolan | Courtois; Alderweireld, Kompany , Lombaerts, Vertonghen; De Bruyne, Defour (77' Fellaini), Nainggolan; Origi, R. Lukaku (57' Mertens), E. Hazard Bondscoach: Marc Wilmots |

|                                                                                   |                                       |       |                 | |
| 12 november 2014                                                                  | België                                | 3 – 1 | IJsland         | Opstelling België: |
| Vriendschappelijk Koning Boudewijnstadion, Brussel Scheidsrechter: Antony Gautier | Lombaerts 11' Origi 62' R. Lukaku 73' |       | 13' Finnbogason | Courtois; Vanden Borre (66' Meunier), Alderweireld, Lombaerts, Vertonghen ; Witsel, Fellaini, Dembélé (46' R. Lukaku); Januzaj (63' Mertens), Benteke (76' Praet), E. Hazard (46' Origi) Bondscoach: Marc Wilmots Debuut: Dennis Praet (Anderlecht) |

|                                                                                 |        |       |       | |
| 16 november 2014                                                                | België | 0 – 0 | Wales | Opstelling België: |
| EK-kwalificatie Koning Boudewijnstadion, Brussel Scheidsrechter: Pavel Královec |        |       |       | Courtois; Vanden Borre, Alderweireld, Lombaerts, Vertonghen ; De Bruyne, Witsel, Fellaini; Chadli (62' Benteke), Origi (72' Mertens) (88' Januzaj), E. Hazard Bondscoach: Marc Wilmots |

### 2015
|                                                                                 |                                                           |       |        | |
| 28 maart 2015                                                                   | België                                                    | 5 – 0 | Cyprus | Opstelling België: |
| EK-kwalificatie Koning Boudewijnstadion, Brussel Scheidsrechter: Ovidiu Haţegan | Fellaini 21', 66' Benteke 35' E. Hazard 67' Batshuayi 80' |       |        | Courtois; Alderweireld, Kompany , Lombaerts, Vertonghen; Nainggolan, Witsel, Fellaini (69' Carrasco); De Bruyne, Benteke (77' Batshuayi), E. Hazard (70' Mertens) Bondscoach: Marc Wilmots Debuut: Yannick Carrasco (AS Monaco), Michy Batshuayi (Olympique Marseille) |

|                                                                          |        |       |             | |
| 31 maart 2015                                                            | Israël | 0 – 1 | België      | Opstelling België: |
| EK-kwalificatie Teddystadion, Jeruzalem Scheidsrechter: Mark Clattenburg |        |       | 9' Fellaini | Courtois; Alderweireld, Kompany 11', 64', Lombaerts, Vertonghen; Nainggolan (86' Origi), Witsel, Fellaini; De Bruyne, Benteke (67' Denayer), E. Hazard (63' Chadli) Bondscoach: Marc Wilmots Debuut: Jason Denayer (Celtic) |

|                                                                                 |                                           |       |                                                       | |
| 7 juni 2015                                                                     | Frankrijk                                 | 3 – 4 | België                                                | Opstelling België: |
| Vriendschappelijk Stade de France, Saint-Denis Scheidsrechter: Marijo Strahonja | Valbuena 53' (pen.) Fekir 89' Payet 90+1' |       | 17', 42' Fellaini 50' Nainggolan 54' (pen.) E. Hazard | Courtois; Alderweireld, Denayer (85' Dendoncker), Lombaerts, Vertonghen; Witsel (81' Dembélé), Nainggolan, Fellaini (77' Chadli); Mertens (59' Carrasco), Benteke (59' R. Lukaku), E. Hazard Bondscoach: Marc Wilmots Debuut: Leander Dendoncker (Anderlecht) |

|                                                                           |          |       |        | |
| 12 juni 2015                                                              | Wales    | 1 – 0 | België | Opstelling België: |
| EK-kwalificatie Cardiff City Stadium, Cardiff Scheidsrechter: Felix Brych | Bale 24' |       |        | Courtois; Alderweireld (76' Carrasco), Denayer, Lombaerts, Vertonghen; Witsel, Nainggolan, Mertens (45' R. Lukaku); De Bruyne, Benteke, E. Hazard Bondscoach: Marc Wilmots |

|                                                                              |                                                 |       |                       | |
| 3 september 2015                                                             | België                                          | 3 – 1 | Bosnië en Herzegovina | Opstelling België: |
| EK-kwalificatie Koning Boudewijnstadion, Brussel Scheidsrechter: Jorge Sousa | Fellaini 23' De Bruyne 44' E. Hazard 78' (pen.) |       | 15' Džeko             | Courtois; Alderweireld, Kompany , Vermaelen, Vertonghen; Fellaini, Witsel, Nainggolan; De Bruyne (89' Mertens), R. Lukaku (82' Origi), E. Hazard Bondscoach: Marc Wilmots |

|                                                                               |        |       |               | |
| 6 september 2015                                                              | Cyprus | 0 – 1 | België        | Opstelling België: |
| EK-kwalificatie New GSP Stadium, Nicosia Scheidsrechter: Vladislav Bezborodov |        |       | 86' E. Hazard | Courtois; Alderweireld, Kompany , Vermaelen, Vertonghen; Fellaini (64' Mertens), Witsel, Nainggolan; De Bruyne, Benteke (46' Origi), E. Hazard Bondscoach: Marc Wilmots |

|                                                                             |                    |       |                                                                | |
| 10 oktober 2015                                                             | Andorra            | 1 – 4 | België                                                         | Opstelling België: |
| EK-kwalificatie Estadi Nacional, Andorra la Vella Scheidsrechter: Paweł Gil | I. Lima 51' (pen.) |       | 19' Nainggolan 42' De Bruyne 56' (pen.) E. Hazard 64' Depoitre | Mignolet; Meunier (81' Cavanda), Alderweireld, Vertonghen, J. Lukaku; Nainggolan, Witsel; Mertens (72' Chadli), De Bruyne, E. Hazard (79' Bakkali); Depoitre Bondscoach: Marc Wilmots Debuut: Laurent Depoitre (AA Gent), Jordan Lukaku (KV Oostende), Luis Pedro Cavanda (Trabzonspor) |

|                                                                                          |                                         |       |           | |
| 13 oktober 2015                                                                          | België                                  | 3 – 1 | Israël    | Opstelling België: |
| EK-kwalificatie Koning Boudewijnstadion, Brussel Scheidsrechter: Anastasios Sidiropoulos | Mertens 64' De Bruyne 78' E. Hazard 84' |       | 88' Hemed | Mignolet; Alderweireld, Kompany (58' Meunier), Lombaerts, Vertonghen; Nainggolan, Fellaini (66' Witsel); Mertens, De Bruyne, E. Hazard; R. Lukaku (65' Origi) Bondscoach: Marc Wilmots |

|                                                                                     |                                            |       |             | |
| 13 november 2015                                                                    | België                                     | 3 – 1 | Italië      | Opstelling België: |
| Vriendschappelijk Koning Boudewijnstadion, Brussel Scheidsrechter: Szymon Marciniak | Vertonghen 13' De Bruyne 74' Batshuayi 82' |       | 3' Candreva | Mignolet; Cavanda (63' Denayer), Alderweireld, Lombaerts, Vertonghen; Nainggolan, Witsel; Carrasco (87' Mirallas), De Bruyne, E. Hazard ; R. Lukaku (63' Batshuayi) Bondscoach: Marc Wilmots |

|                                                                                  |        |   |        |                          |
| 17 november 2015                                                                 | België | – | Spanje | Opstelling België:       |
| Vriendschappelijk Koning Boudewijnstadion, Brussel Scheidsrechter: Milorad Mažić |        |   |        | Bondscoach: Marc Wilmots |

De wedstrijd tegen Spanje werd op aanraden van de Belgische regering afgelast wegens de terreurdreiging na de aanslagen in Parijs op 13 november.

### 2016
|                                                                                         |                      |       |               | |
| 29 maart 2016                                                                           | Portugal             | 2 – 1 | België        | Opstelling België: |
| Vriendschappelijk Estádio Dr. Magalhães Pessoa, Leiria Scheidsrechter: Stephan Klossner | Nani 20' Ronaldo 40' |       | 62' R. Lukaku | Courtois; G. Gillet (59' J. Lukaku), Denayer (86' Boyata), Lombaerts, Vermaelen; Witsel , Nainggolan, Fellaini (79' Dembélé); Mertens (67' Batshuayi), Chadli; R. Lukaku Bondscoach: Marc Wilmots |

De wedstrijd tegen Portugal werd op vraag van de stad Brussel afgelast wegens de terreurdreiging na de aanslagen in Brussel op 22 maart. Als oplossing werd er besloten om de wedstrijd in Portugal te spelen.
|                                                                           |                            |       |                             | |
| 28 mei 2016                                                               | Zwitserland                | 1 – 2 | België                      | Opstelling België: |
| Vriendschappelijk Stade de Genève, Genève Scheidsrechter: Paolo Mazzoleni | Džemaili 31' Seferović 81' |       | 34' R. Lukaku 83' De Bruyne | Courtois; Witsel, Alderweireld, Vermaelen (67' J. Lukaku), Vertonghen; Fellaini (85' Benteke), Dembélé (55' Ciman); Mertens (67' Origi), De Bruyne, E. Hazard ; R. Lukaku (58' Batshuayi) Bondscoach: Marc Wilmots |

|                                                                                |               |       |                | |
| 1 juni 2016                                                                    | België        | 1 – 1 | Finland        | Opstelling België: |
| Vriendschappelijk Koning Boudewijnstadion, Brussel Scheidsrechter: Hugo Miguel | R. Lukaku 89' |       | 53' Hämäläinen | Courtois; Alderweireld, Denayer, Vermaelen, Vertonghen; Fellaini (79' R. Lukaku), De Bruyne, Witsel; Origi (57' Mertens), Batshuayi (57' Benteke), E. Hazard Bondscoach: Marc Wilmots |

|                                                                                   |                                      |       |                          | |
| 5 juni 2016                                                                       | België                               | 3 – 2 | Noorwegen                | Opstelling België: |
| Vriendschappelijk Koning Boudewijnstadion, Brussel Scheidsrechter: Tobias Stieler | R. Lukaku 3' E. Hazard 70' Ciman 73' |       | 21' King 48' Ve. Berisha | Courtois; Denayer (66' Ciman), Alderweireld, Vertonghen, J. Lukaku; Witsel (57' Fellaini), Nainggolan; Mertens (80' Origi), De Bruyne, E. Hazard (84' Dembélé); R. Lukaku Bondscoach: Marc Wilmots |

|                                                                   |        |       |                             | |
| 13 juni 2016                                                      | België | 0 – 2 | Italië                      | Opstelling België: |
| EK 2016 Stade des Lumières, Lyon Scheidsrechter: Mark Clattenburg |        |       | 32' Giaccherini 90+2' Pellè | Courtois; Ciman (75' Carrasco), Alderweireld, Vermaelen, Vertonghen; Nainggolan (62' Mertens), Fellaini, Witsel; De Bruyne, E. Hazard ; R. Lukaku (73' Origi) Bondscoach: Marc Wilmots |

|                                                                       |                               |       |         | |
| 18 juni 2016                                                          | België                        | 3 – 0 | Ierland | Opstelling België: |
| EK 2016 Nouveau Stade Bordeaux, Bordeaux Scheidsrechter: Cüneyt Çakır | R. Lukaku 48', 70' Witsel 61' |       |         | Courtois; Meunier, Alderweireld, Vermaelen, Vertonghen; Witsel, Dembélé (57' Nainggolan), De Bruyne; Carrasco (64' Mertens), R. Lukaku (82' Benteke), E. Hazard Bondscoach: Marc Wilmots |

|                                                           |        |       |                | |
| 22 juni 2016                                              | Zweden | 0 – 1 | België         | Opstelling België: |
| EK 2016 Allianz Riviera, Nice Scheidsrechter: Felix Brych |        |       | 84' Nainggolan | Courtois; Meunier, Alderweireld, Vermaelen, Vertonghen; Witsel, Nainggolan, De Bruyne; Carrasco (71' Mertens), R. Lukaku (87' Benteke), E. Hazard (90+3' Origi) Bondscoach: Marc Wilmots |

|                                                                   |           |       |                                                             | |
| 26 juni 2016                                                      | Hongarije | 0 – 4 | België                                                      | Opstelling België: |
| EK 2016 Stadium Municipal, Toulouse Scheidsrechter: Milorad Mažić |           |       | 10' Alderweireld 78' Batshuayi 80' E. Hazard 90+1' Carrasco | Courtois; Meunier, Alderweireld, Vermaelen, Vertonghen; De Bruyne, Witsel, Nainggolan; Mertens (70' Carrasco), R. Lukaku (76' Batshuayi), E. Hazard (81' Fellaini) Bondscoach: Marc Wilmots |

|                                                                              |                                           |       |                | |
| 1 juli 2016                                                                  | Wales                                     | 3 – 1 | België         | Opstelling België: |
| EK 2016 Stade Pierre-Mauroy, Villeneuve-d'Ascq Scheidsrechter: Damir Skomina | A. Williams 30' Robson-Kanu 55' Vokes 86' |       | 13' Nainggolan | Courtois; Meunier, Alderweireld, Denayer, J. Lukaku (75' Mertens); De Bruyne, Witsel, Nainggolan; Carrasco (46' Fellaini), R. Lukaku (83' Batshuayi), E. Hazard Bondscoach: Marc Wilmots |

|                                                                                   |        |       |                       | |
| 1 september 2016                                                                  | België | 0 – 2 | Spanje                | Opstelling België: |
| Vriendschappelijk Koning Boudewijnstadion, Brussel Scheidsrechter: Benoît Bastien |        |       | 34', 62' (pen.) Silva | Courtois; Meunier, Alderweireld, Vertonghen, J. Lukaku; Nainggolan (46' Dembélé), De Bruyne (87' Defour), Witsel; Carrasco (77' Mirallas), Origi (67' R. Lukaku), E. Hazard Bondscoach: Roberto Martínez |

|                                                                       |        |       |                                 | |
| 6 september 2016                                                      | Cyprus | 0 – 3 | België                          | Opstelling België: |
| WK-kwalificatie New GSP Stadium, Nicosia Scheidsrechter: Felix Zwayer |        |       | 13', 61' R. Lukaku 81' Carrasco | Courtois; Alderweireld, Vermaelen, Vertonghen; Meunier, Fellaini (84' Nainggolan), Witsel, Carrasco; De Bruyne, R. Lukaku (74' Batshuayi), E. Hazard Bondscoach: Roberto Martínez |

|                                                                                  |                                                                |       |                       | |
| 7 oktober 2016                                                                   | België                                                         | 4 – 0 | Bosnië en Herzegovina | Opstelling België: |
| WK-kwalificatie Koning Boudewijnstadion, Brussel Scheidsrechter: Martin Atkinson | Spahić 26' (e.d.) E. Hazard 29' Alderweireld 60' R. Lukaku 79' |       |                       | Courtois; Alderweireld, Vertonghen, J. Lukaku (21' Ciman); Meunier, Fellaini, Witsel, Carrasco; Mertens, R. Lukaku (82' Benteke), E. Hazard (87' Mirallas) Bondscoach: Roberto Martínez |

|                                                                                         |           |       |                                                           | |
| 10 oktober 2016                                                                         | Gibraltar | 0 – 6 | België                                                    | Opstelling België: |
| WK-kwalificatie Estádio Algarve, Faro/Loulé (Portugal) Scheidsrechter: Paweł Raczkowski |           |       | 1', 43', 56' Benteke 19' Witsel 51' Mertens 79' E. Hazard | Courtois; Alderweireld, Ciman, Vertonghen; Meunier, Witsel, Defour, Carrasco (53' Chadli); Mertens (64' Mirallas), Benteke (80' Batshuayi), E. Hazard Bondscoach: Roberto Martínez |

|                                                                               |                     |       |              | |
| 9 november 2016                                                               | Nederland           | 1 – 1 | België       | Opstelling België: |
| Vriendschappelijk Amsterdam ArenA, Amsterdam Scheidsrechter: Szymon Marciniak | Klaassen 38' (pen.) |       | 82' Carrasco | Mignolet; Kabasele, Ciman, Vertonghen; Meunier (46' Foket), Witsel, Defour (84' Tielemans), Carrasco; De Bruyne (63' T. Hazard), Mertens (63' R. Lukaku), E. Hazard Bondscoach: Roberto Martínez Debuut: Christian Kabasele (Watford), Thomas Foket (AA Gent), Youri Tielemans (Anderlecht) |

|                                                                                  |                                                                                             |       |           | |
| 13 november 2016                                                                 | België                                                                                      | 8 – 1 | Estland   | Opstelling België: |
| WK-kwalificatie Koning Boudewijnstadion, Brussel Scheidsrechter: Alexandru Tudor | Meunier 8' Mertens 16', 68' E. Hazard 25' Carrasco 62' Klavan 64' (e.d.) R. Lukaku 83', 88' |       | 29' Anier | Courtois; Ciman, Dendoncker, Vertonghen; Meunier, Witsel (87' Simons), De Bruyne, Carrasco; Mertens (79' Tielemans), R. Lukaku, E. Hazard (73' Mirallas) Bondscoach: Roberto Martínez |

### 2017
|                                                                              |               |       |                                                       | |
| 25 maart 2017                                                                | België        | 1 – 1 | Griekenland                                           | Opstelling België: |
| WK-kwalificatie Koning Boudewijnstadion, Brussel Scheidsrechter: Felix Brych | R. Lukaku 89' |       | 46' Mitroglou 29', 65' Tachtsidis 43', 90+5' Tzavelas | Courtois; Alderweireld, Ciman (84' Mirallas), Vertonghen ; Chadli, Witsel, Fellaini (66' Dembélé), Nainggolan; Mertens, Carrasco, R. Lukaku Bondscoach: Roberto Martínez |

|                                                                                    |                                              |       |                                      | |
| 28 maart 2017                                                                      | Rusland                                      | 3 – 3 | België                               | Opstelling België: |
| Vriendschappelijk Olympisch Stadion Fisjt, Sotsji Scheidsrechter: Szymon Marciniak | Vasin 3' Al. Mirantsjoek 74' Boecharov 90+2' |       | 17' (pen.) Mirallas 42', 45' Benteke | Mignolet; Alderweireld, Vermaelen (90' Boyata), Vertonghen ; Foket, Tielemans (66' Witsel), Dembélé (85' T. Hazard), Nainggolan; Mirallas (66' Mertens), Chadli (77' Carrasco); Benteke (77' R. Lukaku) Bondscoach: Roberto Martínez |

|                                                                                   |                            |       |              | |
| 5 juni 2017                                                                       | België                     | 2 – 1 | Tsjechië     | Opstelling België: |
| Vriendschappelijk Koning Boudewijnstadion, Brussel Scheidsrechter: Sandro Schärer | Batshuayi 25' Fellaini 52' |       | 29' Krmenčík | Courtois; Alderweireld, Kompany (46' Vermaelen), Vertonghen; Chadli, De Bruyne, Tielemans (46' Mirallas), Nainggolan (46' Fellaini); Carrasco (88' T. Hazard), R. Lukaku (46' Benteke), Batshuayi (46' Mertens) Bondscoach: Roberto Martínez |

|                                                                      |                   |       |                        | |
| 9 juni 2017                                                          | Estland           | 0 – 2 | België                 | Opstelling België: |
| WK-kwalificatie A. Le Coq Arena, Tallinn Scheidsrechter: John Beaton | Ar. Dmitrijev 44' |       | 31' Mertens 86' Chadli | Courtois; Alderweireld, Kompany , Vertonghen; Chadli, Fellaini, Witsel, Carrasco; De Bruyne, R. Lukaku, Mertens (81' Batshuayi) Bondscoach: Roberto Martínez |

|                                                                          |                                                                                           |       |             | |
| 31 augustus 2017                                                         | België                                                                                    | 9 – 0 | Gibraltar   | Opstelling België: |
| WK-kwalificatie Maurice Dufrasnestadion, Luik Scheidsrechter: Neil Doyle | Mertens 15' Meunier 18', 60', 67' R. Lukaku 21', 38', 84' (pen.) Witsel 27' E. Hazard 45' |       | 82' Barnett | Courtois; Alderweireld, Kompany, Vertonghen; Meunier, Witsel 40', De Bruyne (84' Tielemans), Carrasco; E. Hazard (77' T. Hazard), R. Lukaku, Mertens (46' Dembélé) Bondscoach: Roberto Martínez |

|                                                                                                |             |       |                              | |
| 3 september 2017                                                                               | Griekenland | 1 – 2 | België                       | Opstelling België: |
| WK-kwalificatie Georgios Karaiskákisstadion, Piraeus (Athene) Scheidsrechter: Szymon Marciniak | Zeca 73'    |       | 70' Vertonghen 74' R. Lukaku | Courtois; Alderweireld, Vermaelen, Vertonghen ; Meunier, Dembélé (74' E. Hazard), Fellaini (89' Dendoncker), Carrasco (79' Chadli); De Bruyne, R. Lukaku, Mertens Bondscoach: Roberto Martínez |

|                                                                           |                                    |       |                                                      | |
| 7 oktober 2017                                                            | Bosnië en Herzegovina              | 3 – 4 | België                                               | Opstelling België: |
| WK-kwalificatie Stadion Grbavica, Sarajevo Scheidsrechter: William Collum | Međunjanin 30' Višća 39' Đumić 82' |       | 4' Meunier 59' Batshuayi 68' Vertonghen 83' Carrasco | Courtois; Alderweireld, Vermaelen, Vertonghen; Meunier, De Bruyne, Fellaini (29' Dendoncker), Carrasco (86' Chadli); Mertens (46' Tielemans), Batshuayi, E. Hazard Bondscoach: Roberto Martínez |

|                                                                             |                                                       |       |        | |
| 10 oktober 2017                                                             | België                                                | 4 – 0 | Cyprus | Opstelling België: |
| WK-kwalificatie Koning Boudewijnstadion, Brussel Scheidsrechter: Luca Banti | E. Hazard 12', 63' (pen.) T. Hazard 52' R. Lukaku 78' |       |        | Courtois; Ciman, Alderweireld, Vertonghen ; Meunier (66' R. Lukaku), Witsel, Tielemans, Chadli; T. Hazard, Batshuayi (56' Mertens), E. Hazard (77' De Bruyne) Bondscoach: Roberto Martínez |

|                                                                                    |                                  |       |                                     | |
| 10 november 2017                                                                   | België                           | 3 – 3 | Mexico                              | Opstelling België: |
| Vriendschappelijk Koning Boudewijnstadion, Brussel Scheidsrechter: Paolo Mazzoleni | E. Hazard 17' R. Lukaku 55', 70' |       | 38' (pen.) Guardado 56', 60' Lozano | Courtois; Ciman, Boyata, Vermaelen; Meunier, Witsel, De Bruyne (46' Mertens), Tielemans (46' Dembélé), Chadli; E. Hazard (86' T. Hazard), R. Lukaku (88' Origi) Bondscoach: Roberto Martínez |

|                                                                             |               |       |       | |
| 14 november 2017                                                            | België        | 1 – 0 | Japan | Opstelling België: |
| Vriendschappelijk Jan Breydelstadion, Brugge Scheidsrechter: Danny Makkelie | R. Lukaku 72' |       |       | Mignolet; Kabasele, Vermaelen, Vertonghen ; Meunier, Witsel (84' Defour), De Bruyne (62' Dembélé), Chadli (84' J. Lukaku); T. Hazard, R. Lukaku (74' Origi), Mertens (60' Mirallas) Bondscoach: Roberto Martínez |

### 2018
|                                                                              |                                                |       |               | |
| 27 maart 2018                                                                | België                                         | 4 – 0 | Saoedi-Arabië | Opstelling België: |
| Vriendschappelijk Koning Boudewijnstadion, Brussel Scheidsrechter: Matej Jug | R. Lukaku 13', 39' Batshuayi 77' De Bruyne 78' |       |               | Mignolet; Alderweireld, Kompany (46' Vermaelen), Vertonghen; Meunier, Witsel, De Bruyne (84' Dembélé), Carrasco (46' Limbombe); Mertens (59' Nainggolan), R. Lukaku (79' Mirallas), E. Hazard (59' Batshuayi) Bondscoach: Roberto Martínez Debuut: Anthony Limbombe (Club Brugge) |

|                                                                                  |        |       |          | |
| 2 juni 2018                                                                      | België | 0 – 0 | Portugal | Opstelling België: |
| Vriendschappelijk Koning Boudewijnstadion, Brussel Scheidsrechter: Viktor Kassai |        |       |          | Courtois; Alderweireld, Kompany (55' Boyata), Vertonghen; Meunier, Dembélé (46' Fellaini), De Bruyne, Carrasco (46' Chadli); Mertens (46' Januzaj), R. Lukaku (46' Benteke), E. Hazard (80' T. Hazard) Bondscoach: Roberto Martínez |

|                                                                                            |                                            |       |        | |
| 6 juni 2018                                                                                | België                                     | 3 – 0 | Egypte | Opstelling België: |
| Vriendschappelijk Koning Boudewijnstadion, Brussel Scheidsrechter: Anastasios Sidiropoulos | R. Lukaku 27' E. Hazard 38' Fellaini 90+2' |       |        | Courtois; Alderweireld, Ciman, Vertonghen (81' Boyata); Meunier (70' T. Hazard), Witsel (46' Fellaini), De Bruyne, Carrasco; Mertens (46' Chadli), R. Lukaku (46' Batshuayi), E. Hazard (46' Januzaj) Bondscoach: Roberto Martínez |

|                                                                                   |                                              |       |            | |
| 11 juni 2018                                                                      | België                                       | 4 – 1 | Costa Rica | Opstelling België: |
| Vriendschappelijk Koning Boudewijnstadion, Brussel Scheidsrechter: Ovidiu Haţegan | Mertens 31' R. Lukaku 42', 50' Batshuayi 64' |       | 24' Ruiz   | Courtois; Alderweireld, Boyata (66' Dendoncker), Vertonghen; Meunier (46' Chadli), Witsel, De Bruyne (71' Tielemans), Carrasco; Mertens (52' Batshuayi), R. Lukaku (65' T. Hazard), E. Hazard (70' Dembélé) Bondscoach: Roberto Martínez |

|                                                                       |                                |       |        | |
| 18 juni 2018                                                          | België                         | 3 – 0 | Panama | Opstelling België: |
| WK 2018 Olympisch Stadion Fisjt, Sotsji Scheidsrechter: Janny Sikazwe | Mertens 47' R. Lukaku 69', 75' |       |        | Courtois; Alderweireld, Boyata, Vertonghen; Meunier, Witsel (90' Chadli), De Bruyne, Carrasco (74' Dembélé); Mertens (83' T. Hazard), R. Lukaku, E. Hazard Bondscoach: Roberto Martínez |

|                                                               |                                                             |       |                        | |
| 23 juni 2018                                                  | België                                                      | 5 – 2 | Tunesië                | Opstelling België: |
| WK 2018 Otkrytieje Arena, Moskou Scheidsrechter: Jair Marrufo | E. Hazard 7' (pen.), 51' R. Lukaku 16', 45+3' Batshuayi 90' |       | 18' Bronn 90+3' Khazri | Courtois; Alderweireld, Boyata, Vertonghen; Meunier, Witsel, De Bruyne, Carrasco; Mertens (86' Tielemans), R. Lukaku (59' Fellaini), E. Hazard (68' Batshuayi) Bondscoach: Roberto Martínez |

|                                                                        |          |       |             | |
| 28 juni 2018                                                           | Engeland | 0 – 1 | België      | Opstelling België: |
| WK 2018 Stadion Kaliningrad, Kaliningrad Scheidsrechter: Damir Skomina |          |       | 51' Januzaj | Courtois ; Dendoncker, Boyata, Vermaelen (74' Kompany); Chadli, Tielemans, Fellaini, Dembélé; T. Hazard, Batshuayi, Januzaj (86' Mertens) Bondscoach: Roberto Martínez |

|                                                                         |                                          |       |                        | |
| 2 juli 2018                                                             | België                                   | 3 – 2 | Japan                  | Opstelling België: |
| WK 2018 Rostov Arena, Rostov aan de Don Scheidsrechter: Malang Diedhiou | Vertonghen 69' Fellaini 74' Chadli 90+4' |       | 48' Haraguchi 52' Inui | Courtois; Alderweireld, Kompany, Vertonghen; Meunier, Witsel, De Bruyne, Carrasco (65' Chadli); Mertens (65' Fellaini), R. Lukaku, E. Hazard Bondscoach: Roberto Martínez |

|                                                          |                    |       |                                      | |
| 6 juli 2018                                              | Brazilië           | 1 – 2 | België                               | Opstelling België: |
| WK 2018 Kazan Arena, Kazan Scheidsrechter: Milorad Mažić | Renato Augusto 76' |       | 13' (e.d.) Fernandinho 31' De Bruyne | Courtois; Alderweireld, Kompany, Vertonghen; Meunier, Fellaini, Witsel, Chadli (83' Vermaelen); De Bruyne, R. Lukaku (87' Tielemans), E. Hazard Bondscoach: Roberto Martínez |

|                                                                         |            |       |        | |
| 10 juli 2018                                                            | Frankrijk  | 1 – 0 | België | Opstelling België: |
| WK 2018 Krestovskistadion, Sint-Petersburg Scheidsrechter: Andrés Cunha | Umtiti 51' |       |        | Courtois; Alderweireld, Kompany, Vertonghen; Chadli (90+1' Batshuayi), Fellaini (80' Carrasco), Witsel, Dembélé (60' Mertens); De Bruyne, R. Lukaku, E. Hazard Bondscoach: Roberto Martínez |

|                                                                            |                          |       |          | |
| 14 juli 2018                                                               | België                   | 2 – 0 | Engeland | Opstelling België: |
| WK 2018 Krestovskistadion, Sint-Petersburg Scheidsrechter: Alireza Faghani | Meunier 4' E. Hazard 82' |       |          | Courtois; Alderweireld, Kompany, Vertonghen; Meunier, Tielemans (78' Dembélé), Witsel, Chadli (39' Vermaelen); De Bruyne, R. Lukaku (61' Mertens), E. Hazard Bondscoach: Roberto Martínez |

|                                                                    |           |       |                                                | |
| 7 september 2018                                                   | Schotland | 0 – 4 | België                                         | Opstelling België: |
| Vriendschappelijk Hampden Park, Glasgow Scheidsrechter: Luca Banti |           |       | 28' R. Lukaku 46' E. Hazard 52', 60' Batshuayi | Courtois; Boyata, Kompany (46' Vermaelen), Vertonghen; Castagne (46' Meunier), Tielemans, Dembélé (85' Verstraete), T. Hazard; Mertens (46' Carrasco), R. Lukaku (46' Batshuayi), E. Hazard (56' Vanaken) Bondscoach: Roberto Martínez Debuut: Timothy Castagne (Atalanta Bergamo), Hans Vanaken (Club Brugge), Birger Verstraete (AA Gent) |

|                                                                                         |         |       |                                         | |
| 11 september 2018                                                                       | IJsland | 0 – 3 | België                                  | Opstelling België: |
| UEFA Nations League 2018/19 Laugardalsvöllur, Reykjavik Scheidsrechter: Sergej Karasjov |         |       | 29' (pen.) E. Hazard 31', 81' R. Lukaku | Courtois; Alderweireld, Kompany, Vertonghen; Meunier, Tielemans (80' Dembélé), Witsel, Carrasco (70' Chadli); Mertens, R. Lukaku, E. Hazard (89' T. Hazard) Bondscoach: Roberto Martínez |

|                                                                                                  |                    |       |                | |
| 12 oktober 2018                                                                                  | België             | 2 – 1 | Zwitserland    | Opstelling België: |
| UEFA Nations League 2018/19 Koning Boudewijnstadion, Brussel Scheidsrechter: Antonio Mateu Lahoz | R. Lukaku 58', 84' |       | 76' Gavranović | Courtois; Alderweireld, Kompany, Vermaelen (73' Boyata); Meunier, Tielemans, Witsel, Carrasco (76' Chadli); Mertens (90+3' T. Hazard), R. Lukaku, E. Hazard Bondscoach: Roberto Martínez |

|                                                                                      |            |       |                        | |
| 16 oktober 2018                                                                      | België     | 1 – 1 | Nederland              | Opstelling België: |
| Vriendschappelijk Koning Boudewijnstadion, Brussel Scheidsrechter: Artur Soares Dias | Mertens 5' |       | 27' Danjuma Groeneveld | Mignolet; Alderweireld, Boyata, Denayer; Castagne (73' Meunier), Tielemans (83' Carrasco), Witsel, Chadli; Mertens (46' Praet), R. Lukaku (46' Batshuayi), E. Hazard (46' T. Hazard) Bondscoach: Roberto Martínez |

|                                                                                             |                    |       |         | |
| 15 november 2018                                                                            | België             | 2 – 0 | IJsland | Opstelling België: |
| UEFA Nations League 2018/19 Koning Boudewijnstadion, Brussel Scheidsrechter: Orel Grinfeeld | Batshuayi 65', 81' |       |         | Courtois; Alderweireld, Kompany (84' Denayer), Boyata; Meunier, Tielemans, Witsel, T. Hazard; Mertens (75' Januzaj), Batshuayi, E. Hazard (75' Vanaken) Bondscoach: Roberto Martínez |

|                                                                                  |                                                         |       |                   | |
| 18 november 2018                                                                 | Zwitserland                                             | 5 – 2 | België            | Opstelling België: |
| UEFA Nations League 2018/19 Swissporarena, Luzern Scheidsrechter: Daniele Orsato | Rodríguez 26' (pen.) Seferović 31', 44', 84' Elvedi 62' |       | 2', 17' T. Hazard | Courtois; Alderweireld, Kompany, Boyata; Meunier (90' Origi), Tielemans, Witsel, Chadli (65' Batshuayi); T. Hazard, Mertens, E. Hazard Bondscoach: Roberto Martínez |

### 2019
|                                                                                 |                                         |       |                                 | |
| 21 maart 2019                                                                   | België                                  | 3 – 1 | Rusland                         | Opstelling België: |
| EK-kwalificatie Koning Boudewijnstadion, Brussel Scheidsrechter: Ovidiu Haţegan | Tielemans 14' E. Hazard 45' (pen.), 88' |       | 16' Tsjerysjev 19', 90' Golovin | Courtois; Alderweireld, Boyata, Vertonghen; Castagne, Tielemans, Dendoncker, T. Hazard (84' Chadli); Mertens, Batshuayi, E. Hazard Bondscoach: Roberto Martínez |

|                                                                        |        |       |                             | |
| 24 maart 2019                                                          | Cyprus | 0 – 2 | België                      | Opstelling België: |
| EK-kwalificatie GSP-stadion, Nicosia Scheidsrechter: François Letexier |        |       | 10' E. Hazard 18' Batshuayi | Courtois; Alderweireld, Vermaelen, Vertonghen; Castagne, Tielemans, Dendoncker, T. Hazard (68' Carrasco); Mertens (57' Januzaj), Batshuayi (89' Praet), E. Hazard Bondscoach: Roberto Martínez |

|                                                                               |                                        |       |            | |
| 8 juni 2019                                                                   | België                                 | 3 – 0 | Kazachstan | Opstelling België: |
| EK-kwalificatie Koning Boudewijnstadion, Brussel Scheidsrechter: Irfan Peljto | Mertens 11' Castagne 14' R. Lukaku 51' |       |            | Courtois; Alderweireld, Kompany (78' Vermaelen), Vertonghen; Castagne, Witsel, De Bruyne (68' Tielemans), T. Hazard; Mertens, R. Lukaku (72' Batshuayi), E. Hazard Bondscoach: Roberto Martínez |

|                                                                                 |                                      |       |           | |
| 11 juni 2019                                                                    | België                               | 3 – 0 | Schotland | Opstelling België: |
| EK-kwalificatie Koning Boudewijnstadion, Brussel Scheidsrechter: Petr Ardeleánu | R. Lukaku 45+1', 57' De Bruyne 90+2' |       |           | Courtois; Alderweireld, Kompany (90' Vermaelen), Vertonghen; T. Hazard (90' Carrasco), Tielemans (78' Mertens), Witsel, Meunier; De Bruyne, R. Lukaku, E. Hazard Bondscoach: Roberto Martínez |

|                                                                            |            |       |                                                    | |
| 6 september 2019                                                           | San Marino | 0 – 4 | België                                             | Opstelling België: |
| EK-kwalificatie Stadio Olimpico, Serravalle Scheidsrechter: Horațiu Feșnic |            |       | 43' (pen.), 90+2' Batshuayi 57' Mertens 63' Chadli | Courtois; Alderweireld, Denayer, Vertonghen; Meunier, De Bruyne (76' Praet), Tielemans, Carrasco; Januzaj (55' Chadli), Batshuayi, Origi (55' Mertens) Bondscoach: Roberto Martínez |

|                                                                 |           |       |                                                           | |
| 9 september 2019                                                | Schotland | 0 – 4 | België                                                    | Opstelling België: |
| EK-kwalificatie Hampden Park, Glasgow Scheidsrechter: Paweł Gil |           |       | 9' R. Lukaku 24' Vermaelen 32' Alderweireld 82' De Bruyne | Courtois; Alderweireld, Vermaelen, Vertonghen; Meunier (90' Raman), Dendoncker, Tielemans (86' Verschaeren), Chadli (77' Carrasco); De Bruyne , R. Lukaku, Mertens Bondscoach: Roberto Martínez Debuut: Yari Verschaeren (Anderlecht), Benito Raman (Schalke 04) |

|                                                                                        | |       |            | |
| 10 oktober 2019                                                                        | België | 9 – 0 | San Marino | Opstelling België: |
| EK-kwalificatie Koning Boudewijnstadion, Brussel Scheidsrechter: Anastasios Papapetrou | R. Lukaku 28', 41' Chadli 31' Brolli 35' (e.d.) Alderweireld 43' Tielemans 45+1' Benteke 79' Verschaeren 84' (pen.) Castagne 90' |       |            | Courtois; Alderweireld, Vermaelen, Vertonghen; Castagne, Vanaken, Tielemans, Chadli; Mertens (63' Verschaeren), R. Lukaku (76' Benteke), E. Hazard (63' Carrasco) Bondscoach: Roberto Martínez |

|                                                                            |            |       |                           | |
| 13 oktober 2019                                                            | Kazachstan | 0 – 2 | België                    | Opstelling België: |
| EK-kwalificatie Astana Arena, Nur-Sultan Scheidsrechter: Gediminas Mažeika |            |       | 21' Batshuayi 53' Meunier | Courtois; Alderweireld, Vermaelen (90+2' Mechele), Vertonghen; Meunier, Praet, Witsel, T. Hazard; Mertens (78' Carrasco), Batshuayi (78' Benteke), E. Hazard Bondscoach: Roberto Martínez Debuut: Brandon Mechele (Club Brugge) |

|                                                                                      |              |       |                                                | |
| 16 november 2019                                                                     | Rusland      | 1 – 4 | België                                         | Opstelling België: |
| EK-kwalificatie Krestovskistadion, Sint-Petersburg Scheidsrechter: Artur Soares Dias | Dzjikija 79' |       | 19' T. Hazard 33', 40' E. Hazard 72' R. Lukaku | Courtois; Alderweireld, Boyata, Vermaelen (67' Denayer); Castagne, Witsel, De Bruyne, T. Hazard; Mertens (52' Tielemans), R. Lukaku (77' Batshuayi), E. Hazard Bondscoach: Roberto Martínez |

|                                                                                             |                                                                          |       |                | |
| 19 november 2019                                                                            | België                                                                   | 6 – 1 | Cyprus         | Opstelling België: |
| EK-kwalificatie Koning Boudewijnstadion, Brussel Scheidsrechter: Jørgen Daugbjerg Burchardt | Benteke 16', 68' De Bruyne 36', 41' Carrasco 44' Christoforou 51' (e.d.) |       | 14' N. Ioannou | Mignolet; Alderweireld, Denayer, Cobbaut; Carrasco, Vanaken, Tielemans, T. Hazard; De Bruyne (68' Praet), Benteke (80' Origi), E. Hazard (64' Verschaeren) Bondscoach: Roberto Martínez Debuut: Elias Cobbaut (Anderlecht) |

KBVB · A-internationals · Selecties · Statistieken · Bondscoaches · Belgisch vrouwenelftal · Olympisch elftal · België U21 · België U20 · België U19 · België U18 · België U17 · België U16 · Vrouwen U19 · Vrouwen U17
Albanië ·
Algerije ·
Andorra ·
Argentinië ·
Armenië ·
Australië ·
Azerbeidzjan ·
Bosnië en Herzegovina · 
Brazilië ·
Bulgarije ·
Burkina Faso ·
Canada ·
Chili ·
Colombia ·
Costa Rica ·
Cyprus ·
DDR ·
Denemarken ·
Duitsland ·
Egypte ·
El Salvador ·
Engeland ·
Estland ·
Faeröer ·
Finland ·
Frankrijk ·
Gabon ·
Gibraltar ·
Griekenland ·
Hongarije ·
Ierland ·
IJsland ·
Irak ·
Israël ·
Italië ·
Ivoorkust ·
Japan ·
Joegoslavië ·
Kazachstan ·
Kroatië · 
Letland ·
Litouwen ·
Luxemburg ·
Malta ·
Marokko ·
Mexico ·
Montenegro · 
Nederland ·
Noord-Ierland ·
Noord-Macedonië ·
Noorwegen ·
Oekraïne ·
Oostenrijk ·
Panama · 
Paraguay ·
Peru ·
Polen ·
Portugal ·
Qatar ·
Roemenië ·
Rusland ·
San Marino ·
Saoedi-Arabië ·
Schotland ·
Servië ·
Servië en Montenegro ·
Slovenië ·
Slowakije ·
Sovjet-Unie ·
Spanje ·
Tsjechië ·
Tsjecho-Slowakije ·
Tunesië · 
Turkije · 
Uruguay · 
Verenigde Staten · 
Wales · 
Wit-Rusland ·
Zambia · 
Zuid-Korea · 
Zweden · 
Zwitserland
Algerije (2014) ·
Argentinië (2014) · 
Brazilië (2018) · 
Canada (2022) · 
Denemarken (2021) · 
Engeland (2018, 1) · 
Engeland (2018, 2) · 
Finland (2021) · 
Frankrijk (1904) ·
Frankrijk (2018) · 
Ierland (2016) · 
Italië (2016) · 
Italië (2021) · 
Japan (2018) · 
Kroatië (2022) · 
Marokko (2022) · 
Nederland (1985) · 
Panama (2018) ·
Polen (1982) · 
Portugal (2021) · 
Rusland (2014) · 
Rusland (2021) · 
Sovjet-Unie (1982) · 
Tunesië (2018) · 
Verenigde Staten (2014) ·
West-Duitsland (1980) · 
Zuid-Korea (2014)
AFC-zone: Afghanistan · Australië · Bahrein · Bangladesh · Bhutan · Brunei · Cambodja · China · Chinees Taipei · Filipijnen · Guam · Hongkong · India · Indonesië · Iran · Irak · Japan · Jemen · Jordanië · Koeweit · Kirgizië · Laos · Libanon · Macau · Maleisië · Maldiven · Mongolië · Myanmar · Nepal · Noord-Korea · Oezbekistan · Oman · Oost-Timor · Pakistan · Palestina · Qatar · Saoedi-Arabië · Singapore · Sri Lanka · Syrië · Tadjikistan · Thailand · Turkmenistan · Verenigde Arabische Emiraten · Vietnam · Zuid-Korea

CAF-zone: Algerije · Angola · Benin · Botswana · Burkina Faso · Burundi · Centraal-Afrikaanse Republiek · Comoren · Congo-Brazzaville · Congo-Kinshasa · Djibouti · Egypte · Equatoriaal-Guinea · Eritrea · Ethiopië · Gabon · Gambia · Ghana · Guinee · Guinee-Bissau · Ivoorkust · Kaapverdië · Kameroen · Kenia · Lesotho · Liberia · Libië · Madagaskar · Malawi · Mali · Mauritanië · Mauritius · Marokko · Mozambique · Namibië · Niger · Nigeria · Oeganda · Rwanda · Sao Tomé en Principe · Senegal · Seychellen · Sierra Leone · Soedan · Somalië · Swaziland · Tanzania · Togo · Tsjaad · Tunesië · Zambia · Zimbabwe · Zuid-Afrika · Zuid-Soedan 

CONCACAF-zone: Amerikaanse Maagdeneilanden · Anguilla · Antigua en Barbuda · Aruba · Bahama's · Barbados · Belize · Bermuda · Britse Maagdeneilanden · Canada · Kaaimaneilanden · Costa Rica · Cuba · Curaçao · Dominica · Dominicaanse Republiek · El Salvador · Frans Guyana · Grenada · Guadeloupe · Guatemala · Guyana · Haïti · Honduras · Jamaica · Martinique · Mexico · Montserrat · 
Nicaragua · Panama · Puerto Rico · Saint Kitts en Nevis · Saint Lucia · Saint Vincent en de Grenadines · Sint Maarten · Suriname · Trinidad en Tobago · Turks- en Caicoseilanden · Verenigde Staten

CONMEBOL-zone: Argentinië · Bolivia · Brazilië · Chili · Colombia · Ecuador · Paraguay · Peru · Uruguay · Venezuela

OFC-zone: Amerikaans-Samoa · Cookeilanden · Fiji · Nieuw-Caledonië · Nieuw-Zeeland · Papoea-Nieuw-Guinea · Samoa · Salomoneilanden · Tahiti · Tonga · Vanuatu

UEFA-zone: Albanië · Andorra · Armenië · Azerbeidzjan · België · Bosnië en Herzegovina · Bulgarije · Cyprus · Denemarken · Duitsland · Engeland · Estland · Faeröer · Finland · Frankrijk · Georgië · Gibraltar · Griekenland · Hongarije · IJsland · Ierland · Israël · Italië · Kazachstan · Kosovo · Kroatië · Letland · Liechtenstein · Litouwen · Luxemburg · Macedonië · Malta · Moldavië · Montenegro · Nederland · Noord-Ierland · Noorwegen · Oekraïne · Oostenrijk · Polen · Portugal · Roemenië · Rusland · San Marino · Schotland · Servië · Slovenië · Slowakije · Spanje · Tsjechië · Turkije · Wales · Wit-Rusland · Zweden · Zwitserland